# José Puig y Pérez
José Puig y Pérez (1845-1897) fue un poeta español del Postromanticismo.

## Biografía
Fue un amigo y seguidor de Gustavo Adolfo Bécquer y Augusto Ferrán, cuyo Neopopularismo inspirado en la obra de Heinrich Heine siguió con su más célebre libro de versos, Coplas y quejas (1869), aunque sus momentos de prosaísmo impiden considerarlo un buen seguidor de tan elevados modelos.
De su novela Lucas Gómez(1874) dice la Revista de España: "...novela, en la cual se advierten cualidades sobresalientes de forma y de fondo. Escrita en forma amena, contiene una narración patética, y un argumentado desarrollado felizmente en casi todas sus partes. Es a nuestro juicio la mejor de las novelas que componen la colección del Pícaro Mundo, entre las cuales las hay tan frívolas, que no merecían haber sido impresas." Falleció en 1897 en la localidad madrileña de Ciempozuelos.

## Fuente
- Francisco Blanco García, "Traductores e imitadores de Heine"

- Datos: Q5676353
- Multimedia: José Puig y Pérez / Q5676353
- Textos: Autor:José Puig Pérez